# Lingua caló
La lingua caló, anche rom iberico; è un idioma indoeuropeo parlato dalla comunità Kalé della Spagna, che si basa sulla lingua spagnola mischiata a elementi lessicali della Lingua romaní.
Ha elementi in comune con un'altra lingua simile con la quale viene anche spesso confusa, la Germanía, sempre usata dalla comunità gitana iberica. 

## Distribuzione geografica
È parlato in Andalusia ed in altre regioni della Spagna, ma anche in alcune parti della Francia, del Portogallo e del Brasile. Si stima che a parlarlo siano circa 76.000 persone nel mondo.